# Fejtő Ferenc-díj
A Fejtő Ferenc-díjat 2006 decemberében alapította a Népszava. Az elismerés Fejtő Ferencről, a napilap egykori újságírójáról, későbbi tiszteletbeli főszerkesztőjéről kapta nevét. Annak a szerkesztőségi munkatársnak vagy a lapban publikáló személynek ítélik oda minden évben, aki a díj névadójának szellemiségéhez méltó munkát végzett.
A díjazottak egy emléklapot, valamint egy Fejtő Ferencről készült kisplasztikát kapnak, melyet Kocsis András Sándor (1954-) szobrász- és festőművész készített.

## Díjazottak
| Év   | Díjazott                                                 | Megjegyzés |
| ---- | -------------------------------------------------------- | ---------- |
| 2006 | Andrassew Iván író, hírlapíró                            | [ 1 ]      |
| 2007 | Várkonyi Tibor hírlapíró                                 | [ 2 ]      |
| 2008 | Szalmás Péter fotóriporter                               |            |
| 2008 | Róna Péter közgazdász                                    |            |
| 2009 | Veress Jenő hírlapíró                                    |            |
| 2010 | Pápai Gábor karikaturista                                |            |
| 2011 | Scipiades Erzsébet hírlapíró                             |            |
| 2012 | Simon Zoltán hírlapíró, rovatvezető                      |            |
| 2013 | Rónay Tamás hírlapíró                                    |            |
| 2014 | Elekes Éva a külpolitikai rovat főmunkatársa             | [ 3 ]      |
| 2015 | Bársony Éva újságíró, filmkritikus                       | [ 4 ]      |
| 2016 | Rónay László József Attila-díjas irodalomtörténész, író  | [ 5 ]      |
| 2017 | Németh Péter újságíró, főszerkesztő                      | [ 6 ]      |
| 2017 | Gulyás Erika hírlapíró, belpolitikai munkatárs           | [ 7 ]      |
| 2018 | Sebes György újságíró                                    | [ 8 ]      |
| 2019 | Friss Róbert újságíró                                    | [ 9 ]      |
| 2020 | Czene Gábor újságíró                                     | [ 10 ]     |
| 2021 | Danó Anna újságíró                                       | [ 11 ]     |
| 2022 | Halmai Katalin újságíró, a Népszava brüsszeli tudósítója | [ 12 ]     |
| 2023 | Szalai Anna újságíró, a Belföld rovat munkatársa         | [ 13 ]     |